# Nyland Station
Nyland Station (Nyland stasjon eller Nyland holdeplass) er en jernbanestation på Hovedbanen i det østlige Oslo. Stationen består af to spor med hver deres perron af træ med tilhørende læskur og stejle ramper op til perronerne.
Stationen blev anlagt i 1944 og flyttet 400 meter østpå i 1961. Den ligger lige ved NSB’s værksted i Grorud og betjenes af lokaltog mellem Spikkestad og Lillestrøm.